# Pequeño Jack Horner

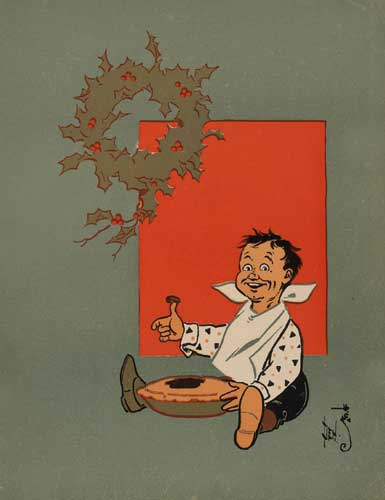
Ilustración de William Wallace Denslow sobre la rima, 1902.

"Little Jack Horner" es una canción popular infantil inglesa con el número 13027 del Roud Folk Song Index. Mencionada por primera vez en el siglo XVIII, se asoció pronto con actos de oportunismo, sobre todo en política. Los moralistas también reescribieron y ampliaron el poema para contrarrestar su celebración de la avaricia. El nombre de Jack Horner también llegó a aplicarse a un poema completamente diferente y más antiguo sobre un tema folclórico; y en el siglo XIX se afirmó que la rima se compuso originalmente en referencia satírica a las acciones deshonestas de Thomas Horner en la época de los Tudor.

## Letra y melodía
La letra más común de la canción es:
El pequeño Jack Horner
Sentado en la esquina
comiendo su tarta navideña;
Metió su pulgar,
Y sacó una ciruela,
Y dijo: "¡Qué buen chico soy!"
Se documentó por primera vez en su totalidad en la colección de canciones infantiles Mother Goose's melody, or, Sonnets for the cradle, que puede datar de 1765, aunque la edición inglesa más antigua que se conserva es de 1791.
La melodía comúnmente asociada a la rima fue grabada por primera vez por el compositor y coleccionista de canciones infantiles James William Elliott en su National Nursery Rhymes and Nursery Songs (1870).

## Origen y significado

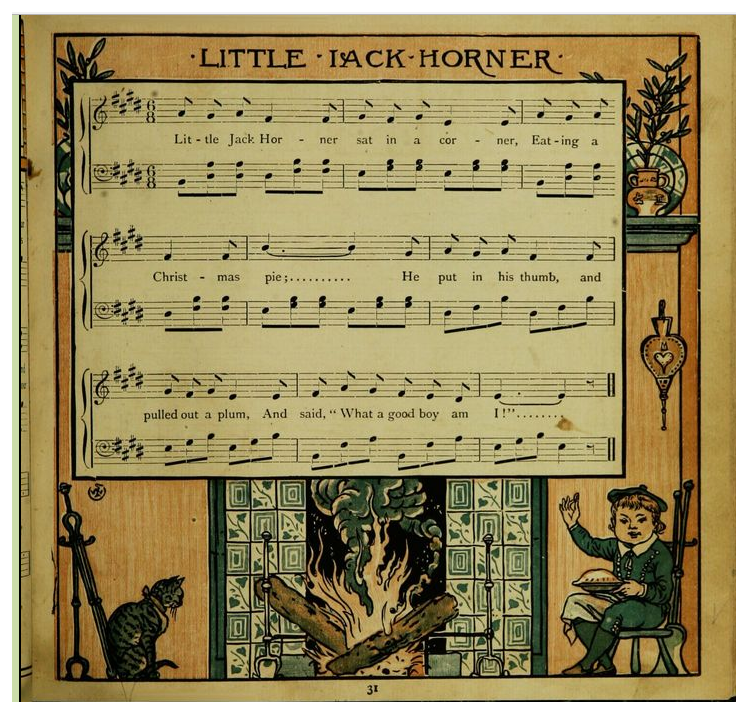
Melodía original, 1877

La referencia más antigua al conocido verso se encuentra en "Namby Pamby", una sátira de Henry Carey publicada en 1725, en la que él mismo puso en cursiva los versos dependientes del original:
Ahora canta de Jackey Horner
Sentado en la esquina de la chimenea
Comiendo de un centeno de Navidad
Metiendo su pulgar, ¡Oh caramba!
Metiendo, ¡Oh caramba! su pulgar,
Sacando, ¡Oh extrañeza! una ciruela.
Este hecho sugiere que la rima ya era conocida a principios del siglo XVIII. El poema de Carey ridiculiza a su colega Ambrose Philips, que había escrito poemas infantiles para los hijos pequeños de sus mecenas aristocráticos. Aunque en su poema se mencionan otras canciones infantiles, la del pequeño Jack Horner se ha asociado desde entonces a actos de oportunismo. Sólo seis años más tarde apareció en otra obra satírica, La ópera de Grub Street (1731), de Henry Fielding. Su objetivo era el primer ministro Robert Walpole y terminaba con todos los personajes saliendo del escenario "al son de la música de Little Jack Horner".
El tema político fue retomado más tarde por Samuel Bishop, uno de cuyos epigramas describe la burocracia de la función pública y las investigaciones:
¿Qué son sino JACK HORNERS, que acurrucados en sus esquinas,
Cortan libremente el pastel público
Hasta que cada uno con su pulgar ha exprimido una ciruela redonda?,
Entonces grita: "¡Qué gran hombre soy!".
Poco después, Thomas Love Peacock retomó el tema en su novela satírica Melincourt (1817). En ella, cinco personajes buscavidas participan en una canción que describe cómo abusan de sus oficios para estafar al público. Comienza con el recitativo:
LA TARTA NAVIDEÑA de Jack Horner mi sabia enfermera
interpretó que significaba el tesoro público.
De ahí sacó una ciruela. ¡Oh, feliz Horner!
¿Quién no se instalaría en tu rincón?
A continuación, cada uno por turno describe la naturaleza de su aguda práctica en su profesión particular, seguida por el estribillo general "Y todos tendremos un dedo, un dedo, un dedo, / Todos tendremos un dedo en la TARTA DE NAVIDAD".
Adeline Dutton Train Whitney también aplicó la canción infantil al oportunismo en la sociedad estadounidense en Mother Goose for grown folks: a Christmas reading (Nueva York 1860). El niño privilegiado crece y se convierte en "John, Esquire" y va en busca de ciruelas más ricas, donde se le unen en su búsqueda "Horners femeninas".
John Bellenden Ker Gawler acusó a la abogacía medieval de motivos interesados similares en su Essay on the Archaiology of Popular English Phrases and Nursery Rhymes (Southampton, 1834). Afirmando rastrear la rima de Little Jack Horner hasta su origen "bajo sajón", luego "traduce" la crítica social que descubre allí y añade un comentario anticlerical propio.
Esa crítica social se reaplicó en serio en el siglo XX en una letra antiautoritaria de The Unfairy Tale (1985), de Danbert Nobacon. El escolar Jack Horner es arrinconado por resistirse a la interpretación racista y egoísta de la historia que le da su profesor. Pero al final los niños se levantan para defenderle: 
Pero cuando entró el jefe, los niños armaron un alboroto.
Decían: "Jack, levántate, tienes que salir, no dejes que te empujen, sabes que te mantendrán en ese rincón hasta que fallezcas. Jack sal, no te vendas, no te comprometas con las tartas de Navidad. Sigue gritando, diles Jack, no te tragues su basura. Llamando a Jack Horners por todas partes, no te doblegues ante la autoridad a la que no le importa, sabes que te mantendrán en ese rincón hasta que fallezcas".

### "Que buen chico soy!"

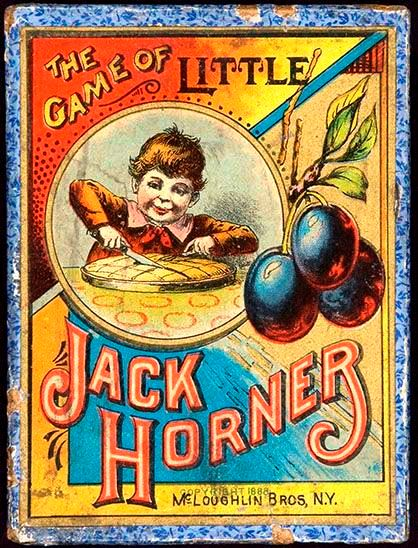
El juego de Little Jack Horner, promocionado por McLoughlin Brothers en 1888

El oportunismo de Jack Horner le convirtió desde el principio en blanco de los moralistas adultos. A primera vista, la alegre celebración del apetito que hace la canción infantil parece una aprobación de la avaricia. No pasó mucho tiempo, por tanto, antes de que los educadores de los jóvenes empezaran a reescribir el poema para recomendar una actitud alternativa. En La renombrada historia del pequeño Jack Horner, que data de la década de 1820, el generoso Jack regala su tarta a una mujer pobre de camino a la escuela y es recompensado con una tarta recién horneada a su regreso a casa. El poema concluye invirtiendo la imagen presentada en la rima original:
Ahora que cada buen chico,
Con un dulce o un juguete,
no se escabulla a un rincón,
sino que repare a sus compañeros de juego
Y les dé una parte.
El poema se volvió a publicar más tarde con ilustraciones diferentes como The Amusing History of Little Jack Horner (1830-1832) y de nuevo con ilustraciones diferentes como Park's Amusing History of Little Jack Horner (1840). Y en América la misma recomendación de compartir con los amigos la hizo Fanny E. Lacy en la primera de las Juvenile Songs ampliadas de su composición. Otra colección de rimas reescritas publicada en 1830 presenta a un Jack Horner que ni siquiera es capaz de deletrear la palabra "pie" (deletreada "pye" en la versión original).
Después de semejante embestida, es una especie de Jack Horner reformado, encauzado hacia objetivos educativos, el que aparece en las placas ABC de Staffordshire Potteries de las décadas de 1870 y 1880, así como en un azulejo de Mintons para la guardería, donde el Jack comilón está acompañado por una figura paterna que lleva llaves. Los juegos de cartas en los que aparecía Jack Horner también tenían un objetivo educativo. En la versión estadounidense, originada por los hermanos McLoughlin en 1888, el objetivo era coleccionar trajes en forma de cuatro variedades diferentes de ciruela en sus respectivas tartas. En el Little Jack Horner Snap (1890), de De La Rue, trece canciones infantiles diferentes forman los palos a coleccionar.

## Humor

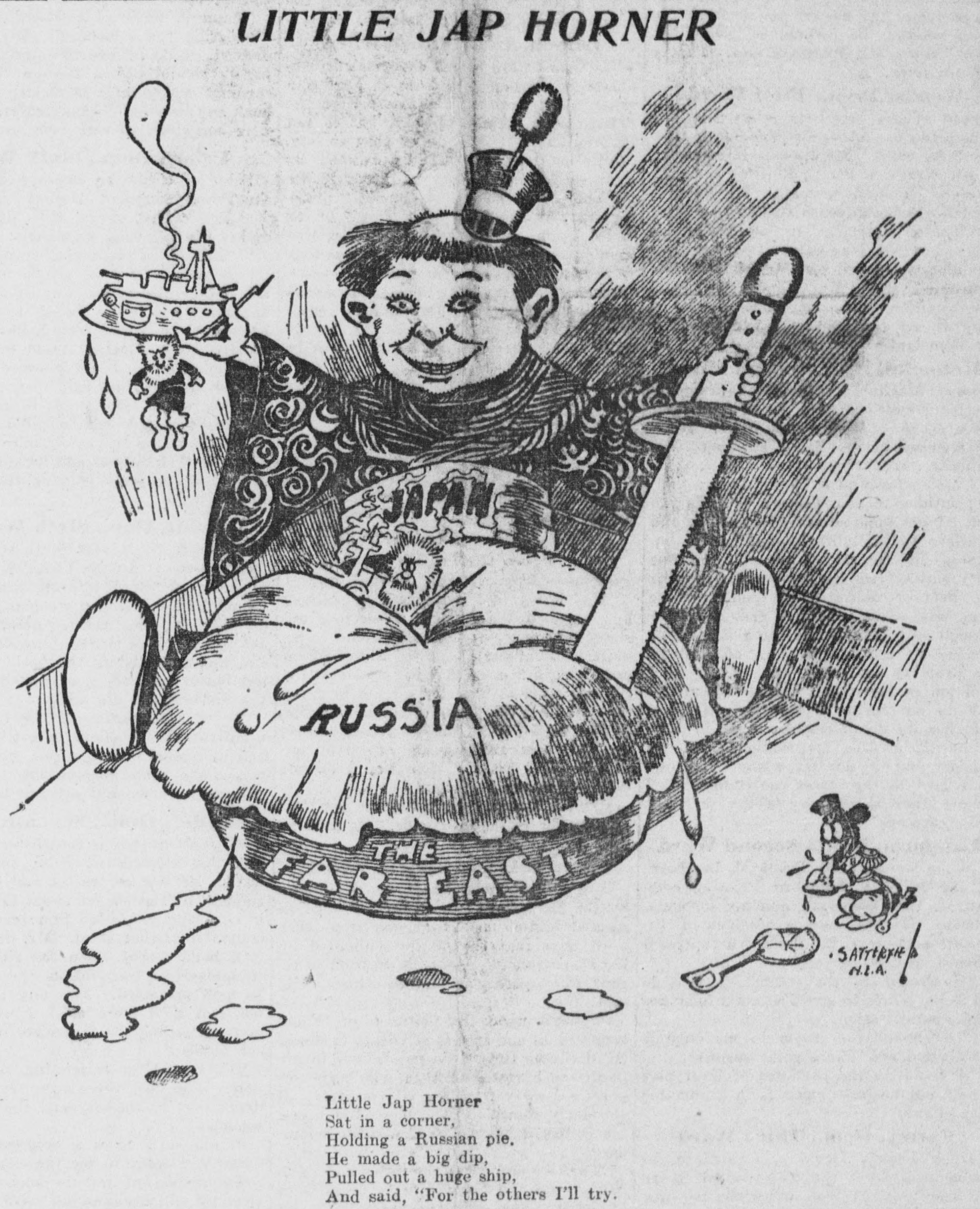
La rima usada en la base para una caricatura sobre la victoria Japonesa en la guerra Ruso-Japonesa.

Las aventuras de Jack Horner con su tarta se han mencionado con frecuencia en viñetas humorísticas y políticas de tres continentes. En un número de Punch de 1862, Abraham Lincoln saca de su tarta al capturado Nueva Orleans. Y en el siglo siguiente, un ejemplar del Tacoma Times mostraba a un Jack japonés sacando un acorazado del pastel ruso durante la guerra ruso-japonesa. En otros contextos, la rima se aplicó a la política australiana en el Melbourne Punch; a un escándalo ferroviario canadiense; a la reducción del impuesto sobre la renta en Irlanda; y al uso que David Lloyd George hizo del fondo político de su partido. Otros usos humorísticos de la canción infantil incluyen una variación cómica en Mother Goose for Grown Ups, de Guy Wetmore Carryl (Nueva York, 1900), en la que Jack se rompe un diente con un hueso de ciruela, y uno de los Humorous Quartets for Men's Voices, de Lee G. Kratz (Boston, 1905), en el que el pastel es robado por un gato.

## Historias alternativas
En el libro de bolsillo The History of Jack Horner, Containing the Witty Pranks he play'd, from his Youth to his Riper Years, Being pleasant for Winter Evenings (mediados del siglo XVIII), hay una versión resumida de la canción infantil que, según se dice, compuso el propio Jack. Sin embargo, se ha observado que la historia se basa en el cuento mucho más antiguo de los Tudor de The Fryer and the Boy, y que esta inserción es meramente para justificar el uso del nombre de Jack Horner. El propósito principal del libro es seguir la carrera de su héroe una vez que ha dejado atrás la infancia.
En el siglo XIX empezó a difundirse la historia de que la rima trata en realidad de Thomas Horner, que fue mayordomo de Richard Whiting, el último abad de Glastonbury antes de la disolución de los monasterios bajo Enrique VIII de Inglaterra. Se afirma que, antes de la destrucción de la abadía, el abad envió a Horner a Londres con una enorme tarta de Navidad que llevaba escondidas las escrituras de una docena de señoríos como regalo para intentar convencer al Rey de que no nacionalizara las tierras de la Iglesia. Durante el viaje, Horner abrió el pastel y extrajo las escrituras del señorío de Mells, en Somerset, que guardó para sí. Se sugiere además que, dado que las propiedades del señorío incluían minas de plomo en las colinas de Mendip, la ciruela es un juego de palabras con el latín plumbum, que significa plomo. Aunque los registros indican que Thomas Horner se convirtió en el propietario del señorío, los posteriores dueños de Mells Manor han afirmado que la leyenda no es cierta y que Wells compró la escritura a la abadía.
En 2022, una versión adulta de Jack Horner aparece como villano en la película de Universal Pictures / DreamWorks Animation El Gato con Botas: el último deseo. El dueño de un negocio de pasteles, ahora se llama a sí mismo "Gran" Jack Horner, y caracteriza a uno de los enemigos más malvados y crueles del protagonista felino.